# Denis Lalanne
Pour les articles homonymes, voir Lalanne.
Denis Lalanne, né le 1er avril 1926 à Pau et mort le 7 décembre 2019 à Biarritz,,, est un écrivain et journaliste sportif français spécialisé dans le rugby à XV, le tennis et le golf. 

## Biographie

### Jeunesse
Natif de Pau, le béarnais Denis Lalanne grandit rue Emile-Guichenné. Ses parents partent vivre à Paris, mais le jeune Lalanne revient néanmoins sur ses terres natales pour les vacances.
Adolescent, Denis Lalanne est pensionnaire dans un établissement de Seine-et-Oise où il se lie d'amitié avec Michel Bouquet.
Après le début de la Seconde Guerre mondiale, il devient interne au Lycée Louis-Barthou de Pau, dont il est exclu en 1942 (classe de quatrième). Il rejoint alors l'Institution Jeanne d'Arc de Tarbes.
À cette époque, il découvre la pratique du sport et plus particulièrement de l'athlétisme avec le maillot de la Section paloise. Il joue également au rugby dans l'équipe de Maubourguet et joue un peu au tennis en compétition, en troisième série. C'est à cette époque qu'il se lie d'amitié avec André Courrèges, Etienne Lalou ou Joseph André Crampes, davantage connu sous le nom de Jacques Chancel.
Lalanne crédite le centre de la Section Paloise Auguste Lassalle pour lui avoir transmis la passion du rugby, à l'occasion d'un match disputé à la Haute-Plante en 1939 (place Verdun de nos jours).

« Le trois-quarts centre de la Section Paloise, Auguste Lassalle, devient mon idole. Je suis fasciné par ce jeu où le ballon vole […] porté comme le Saint-Sacrement ! »

— Denis Lalanne

### Journaliste
Peu après la fin des hostilités, en 1946, Lalanne commence sa carrière au quotidien Éclair Pyrénées. Il se spécialise peu à peu dans le journalisme sportif et devient correspondant régional du Figaro.  
Denis Lalanne monte à Paris en 1950, d'abord au Figaro, puis à L'Équipe.  
Il collabore au quotidien L'Équipe et signe plusieurs ouvrages sur le rugby comme Le Grand Combat du XV de France, retraçant l'histoire de la tournée de l'équipe de France de rugby à XV en 1958 en Afrique du Sud, ou La peau des Springboks, où il évoque notamment Lucien Mias.  
Dans le livre Rue du Bac, sous-titré Salut aux Années Blondin, il parle de son amitié et admiration pour son collègue écrivain et journaliste de L'Équipe, Antoine Blondin. On y retrouve les héros de la geste Blondinesque : les Boniface, Roger Nimier, Albert Vidalie et tant d'autres que l'on ne soupçonnait pas ou tout simplement ne connaissait pas. 
En 1978, il assure, avec Georges de Caunes, les commentaires sportifs du match de rugby France-Écosse et des Internationaux de France de tennis avec Christian Quidet.
En 2006, son livre Le grand combat du XV de France est adapté sous forme de film documentaire par Serge Tignères et Étienne Bellan Huchery. L'œuvre, réalisée notamment grâce aux pellicules Kodachrome tournées par André Fremaux au cours de la célèbre tournée en Afrique du Sud, est diffusée en juin 2007 sur Canal+. 
En 2008, Le livre Le grand combat du XV de France fait l'objet d'une réédition limitée à l'occasion du cinquantenaire de la tournée. L'ouvrage, ainsi que le livre Rugby français An un et le film documentaire L'âme des guerriers, tous deux signés par Serge Tignères, est inséré à un coffret en édition limitée (4 000 exemplaires) commandé par la Fédération française de rugby.
En 2011, il invente avec Jean Cormier, le Festival Singe-Germain. Un festival de rue, sportif, festif et culturel, en plein Saint-Germain-des-Prés et qui rend hommage à Antoine Blondin.
Il s'adonne également à l'écriture de romans comme Le Devoir de français dont il assure l'adaptation pour la télévision et Un long dimanche à la campagne. 
Dans La guerre à l'envers il décrit avec sensibilité l'ambiguïté de l'Occupation dans la région paloise, la méfiance des campagnes pour la ville, les orientations parfois tragiques d'une certaine jeunesse de droite idéaliste qu'il a certainement fréquentée et les excès de l'épuration.
Denis Lalanne tient une chronique hebdomadaire à Midi olympique, sur l'actualité et le jeu.
Depuis 2012, un prix journalistique porte son nom. Fondé et organisé par Christophe Penot avec le concours de la Fédération française de tennis, le Prix Denis-Lalanne récompense chaque année le meilleur article de presse écrit en langue française pendant le tournoi de Roland-Garros.
Il publie en avril 2019 son dernier roman Dieu ramasse les copies, ouvrage qui lui vaut d'être lauréat du prix de l'Académie française, prix dont il était prévu qu'il lui soit remis le 12 décembre 2019.
Denis Lalanne meurt chez lui à Anglet dans la nuit du 6 au 7 décembre 2019. Avant d'habiter Anglet il a longtemps occupé une maison à Bassussary sur le golf. 

## Ouvrages
- avec Jean Eskenazi et Alain Bernard, Jean Borotra - Roger Courtois : Jean et Maurice Prat, éditions Berger-Levrault, 1955, 152 p.. 
  - Sur le tennisman Jean Borotra, le footballeur Roger Courtois et les rugbymans Jean et Maurice Prat.
  - Nos champions sur Bernard Destremau
- La mêlée fantastique, éditions de la Table ronde, 1er novembre 1961, 246 p. (ISBN 978-2-7103-2008-1).
- Le Grand Combat du Quinze de France  (préf. Jacques Perret), éditions de la Table ronde, 1962.
- Le Tennis, éditions de la Table ronde, 1er novembre 1963, 256 p. (ISBN 978-2-7103-2202-3).
- Les Coquelicots de Cardiff, éditions de la Table ronde, 1er octobre 1965, 254 p. (ISBN 978-2-7103-1179-9).
- avec Henri Garcia, XV coqs en colère, éditions de la Table ronde, 1968, 254 p. (ISBN 978-2-7103-1932-0).
- La Girouette en deuil, éditions de la Table ronde, 1968, 253 p. (ISBN 978-2-7103-1297-0).
- Géants du Rugby, éditions Solar, 1970, 258 p..
- Les conquérants du XV de France, éditions de la Table ronde, 4 février 1970, 464 p. (ISBN 978-2-7103-1176-8).
- Les nouveaux géants du rugby, éditions Solar, 1974, 304 p..
- Dauga (Podium), éditions Calmann-Lévy, 23 octobre 1975, 125 p. (ISBN 978-2-7021-0041-7).
  - Sur le rugbyman Benoît Dauga.
- Jean Cormier, Jean Denis, Georges Duthen, Jean Lacouture, Denis Lalanne, Jean-Jacques Simmler et Jean Desclaux (ill. Roger Blachon), Grand Chelem, éditions Denoël, 5 avril 1977, 144 p. (ISBN 978-2-207-22370-3).
- Nous reviendrons à Eden Park : le fabuleux roman de la Coupe du monde de rugby 1987, éditions Calmann-Lévy, 1987, 107 p. (ISBN 978-2-7021-1621-0).
- Golf 1987 : le roman de l'année, éditions Calmann-Lévy, 1987, 1971 p. (ISBN 978-2-7021-1636-4).
- Le grand combat du XV de France  (préf. Jacques Perret), éditions de la Table ronde, 4 novembre 1993 (1re éd. 1962), 240 p. (ISBN 978-2-7103-0590-3).
- Un long dimanche à la campagne, éditions Robert Laffont, 12 janvier 1995, 266 p. (ISBN 978-2-221-07953-9).
- Le temps des Boni, éditions de la Table ronde, 10 avril 2002, 399 p. (ISBN 978-2-7103-2486-7).
- Rue du bac : Salut aux années Blondin, éditions de la Table ronde, 21 mai 2002, 236 p. (ISBN 978-2-7103-2510-9).
- avec Jacques Bergerac, Une table chez Romanoff, éditions de la Table ronde, 3 novembre 2003, 240 p. (ISBN 978-2-7103-2619-9).
- Jean-Michel Blaizeau (préf. Denis Lalanne), Élissalde de pères en fils, éditions Le nouvel R, 2006, 229 p. (ISBN 978-2-9509959-5-7). 
  - Sur les rugbymans Arnaud, Jean-Pierre et Jean-Baptiste Élissalde.
- avec John Palfrey, Dicovale : Le dico non officiel du rugby, Paris, éditions Mots et Cie, 9 février 2007, 184 p. (ISBN 978-2-913588-83-7).
- La peau des Springboks, Paris, éditions de la Table ronde, 7 mai 2007, 256 p. (ISBN 978-2-7103-2942-8).
- Chronique Coupe du Monde de Rugby 2007, Toulouse, Midi olympique éditions, 1er novembre 2007, 160 p. (ISBN 978-2-917200-01-8).
- Lucien Remplon (préf. Denis Lalanne), Bergougnan : Un génie du rugby, éditions Farem, 24 juin 2008, 154 p. (ISBN 978-2-9526930-2-8). 
  - Sur le rugbyman Yves Bergougnan.
- Le rugby est ma patrie, Issy-les-Moulineaux, éditions Prolongations, 21 janvier 2009, 164 p. (ISBN 978-2-916400-50-1).
- Trois balles dans la peau, Paris, éditions de La Martinière, 3 juin 2011, 256 p. (ISBN 978-2-7324-4822-0).
- avec Jean-Michel Blaizeau, Allez les gazelles, éditions Le nouvel R, 2012, 240 p. (ISBN 978-2-9509959-8-8).
- Dominique Braga, Nicolas Jeanneau et Emmanuel Bluteau (préf. Denis Lalanne), Lignes d'avant(s) et lignes d'arrivée, Le Raincy, éditions La Thébaïde, 3 juin 2015, 304 p. (ISBN 979-10-94295-01-4).
- Serge Laget et John Victor (préf. Denis Lalanne, Bernard Lapasset et Lucien Mias), La Famille Rugby, Sayat, éditions De Borée, 28 octobre 2015, 192 p. (ISBN 978-2-8129-1507-9).
- avec Pierre-Michel Bonnot, Olivier Margot et Jean Cormier, Rugbymania : French flair attitude, Paris, éditions Solar, 10 novembre 2016, 128 p. (ISBN 978-2-263-06906-2).
- Dieu ramasse les copies : roman, Biarritz/Paris, éditions Atlantica, 2 avril 2019, 350 p. (ISBN 978-2-7588-0561-8).